# 瑞山飛行場
瑞山飛行場（ソサンひこうじょう、朝鮮語: 서산비행장）は、忠清南道瑞山市にある飛行場である。正式名称は瑞山戦闘飛行場であり、1997年に完成した。
面積は11.9 km2であり、大韓民国で最も広い空軍基地であり、東アジアの最大の飛行団である。 総面積が7.3 km2である金浦国際空港の1.63倍に達する。 1989年国防部によって西海岸防衛のために計画された。当時の忠清南道瑞山郡とは事前協議なしに計画されたものであり、住民の反発が激しかった。飛行場は1991年に着工し、1997年に完成した。 2,743m×46mの滑走路2本の平行誘導路を4つ備えている。これに合わせて1996年12月2日第20戦闘飛行団を創立し、飛行場を活用している。